# Georg de Habsbourg-Toscane
Georg de Habsbourg-Toscane (en allemand : Georg von Habsburg-Lothringen), né à Parsch, près de Salzbourg, Allemagne, le 22 août 1905, et mort au château d'Altshausen, Autriche, le 21 mars 1952, est un archiduc d'Autriche et prince de Toscane.

## Biographie

### Famille

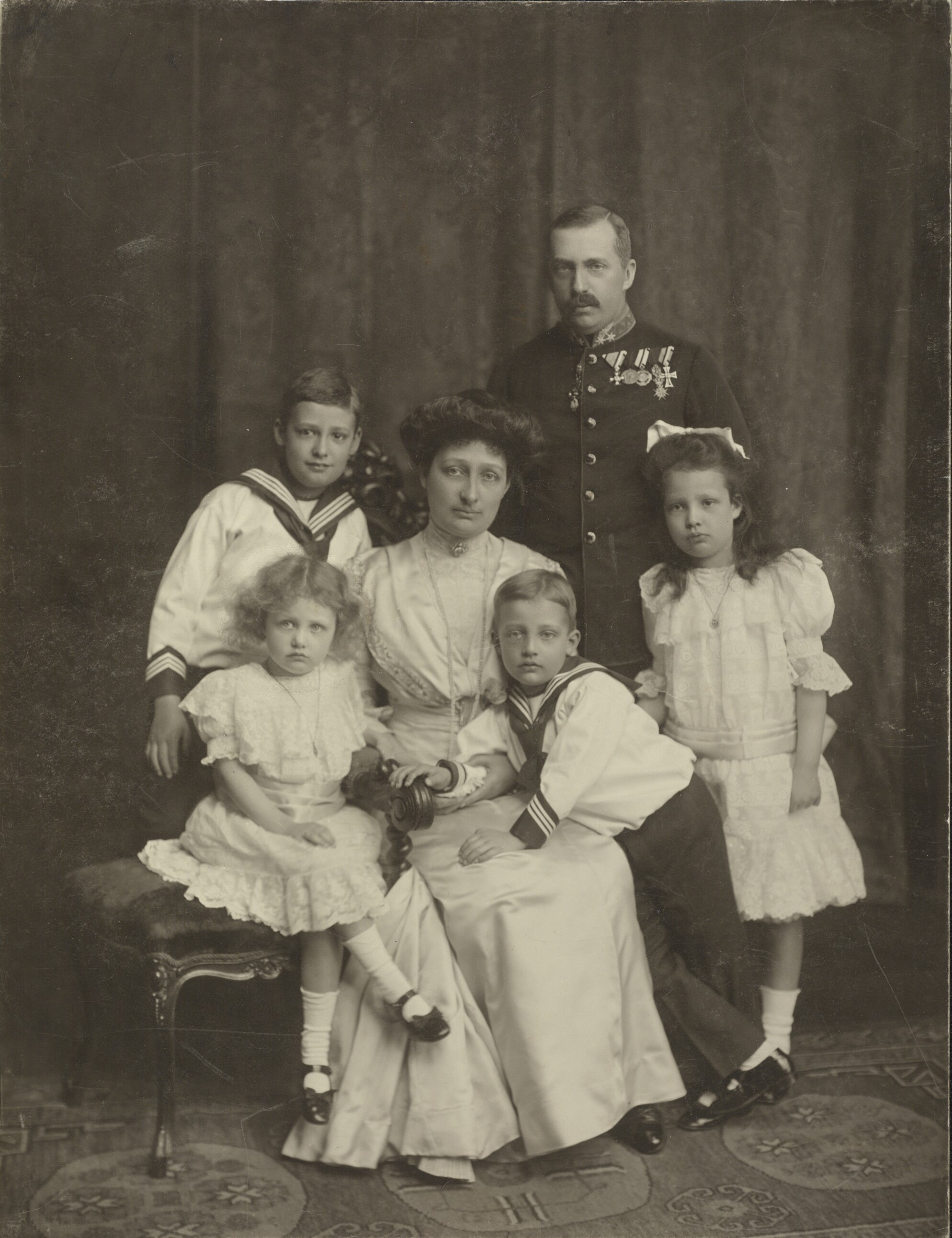
Georg de Habsbourg-Toscane et sa famille vers 1911.

Second fils et troisième des quatre enfants de l'archiduc Pierre-Ferdinand de Habsbourg-Toscane (1874-1948) et de son épouse la princesse Marie-Christine de Bourbon-Siciles (1877-1947), Georg de Habsbourg-Toscane naît à Parsch, près de Salzbourg, le 22 août 1905. 
Par son père, il est le petit-fils de Ferdinand IV (1835-1908), grand-duc de Toscane, tandis que par sa mère, il est un arrière petit-fils de Ferdinand II (1810-1859), roi des Deux-Siciles.
Le 25 août, trois jours après sa naissance, a lieu dans la chapelle du château de Parsch, le baptême de l'archiduc Georg qui reçoit comme parrain l'archiduc Rainer d'Autriche et comme marraine la princesse Marie-Immaculée de Bourbon-Siciles.
Georg de Habsbourg-Toscane a un frère Gottfried (1902-1984), prétendant au trône de Toscane 1948 à 1984, et deux sœurs : Hélène (1903-1924) et Rose-Marie (1906-1983), épouses successives du duc Philippe Albert de Wurtemberg, prétendant au trône de Wurtemberg de 1939 à 1975.
Georg et ses frère et sœurs sont élevés à Salzbourg et à Vienne, jusqu'à l'émigration de sa famille à Lucerne à la fin de la Première Guerre mondiale, en 1918.

### Mariage et postérité
Le 29 avril 1936 Georg épouse à Sankt Gilgen, Marie-Valérie comtesse de Waldbourg à Zeil, née au château de Wallsee, le 28 juin 1913 et morte à Salzbourg, le 14 juillet 2011, fille de Georg comte de Waldbourg à Zeil et Trauchbourg (1878-1955) et de l'archiduchesse Élisabeth-Françoise de Habsbourg-Toscane (1892-1930),.
Le couple, qui s'installe en Suisse à partir de 1938, a neuf enfants, :  
- Guntram de Habsbourg-Toscane (né au château de Weissenberg, Neuhofen an der Krems, district de Linz, Haute-Autriche, le 19 août 1937 et mort à Wohlen, Suisse, le 9 mai 1943) ;
- Radbot de Habsbourg-Toscane (né à Muri, Suisse le 23 septembre 1938), directeur d'entreprise, épouse en 1972 Caroline Proust (1952), dont trois enfants ;
- Marie-Christine de Habsbourg-Toscane (née à Muri le 8 avril 1941 et morte à Wohlen, Suisse, le 4 janvier 1942) ;
- Walburga de Habsbourg-Toscane (née à Muri le 23 juillet 1942), épouse en 1969 Carlos-Edoardo Tasso de Saxe-Coburgo e Bragança (né en 1931), dont huit enfants ;
- Verena de Habsbourg-Toscane (née à Muri le 23 juillet 1942 et morte à Wohlen, Suisse, le 5 janvier 1945) ;
- Johannes de Habsbourg-Toscane (né et mort à Muri le 27 décembre 1946) ;
- Katharina de Habsbourg-Toscane (née à Muri le 24 avril 1948), graphiste, épouse en 1983 Roland Huber (1950), sans postérité ;
- Agnes de Habsbourg-Toscane (née à Muri le 20 avril 1950), éducatrice, épouse en 1976 Peter baron von Fürstenberg (1945), dont trois enfants ;
- Georg de Habsbourg-Toscane (né posthume au château de Syrgenstein, Argovie, le 28 août 1952), publicitaire, sans alliance.

### Mort
Georg de Habsbourg-Toscane meurt, à l'âge de 46 ans, au château d'Altshausen, où demeure sa sœur l'archiduchesse Rose-Marie de Habsbourg-Toscane, le 21 mars 1952. Il est inhumé au cimetière de Sankt Gilgen.

## Honneur
Georg de Habsbourg-Toscane est :
- 1230e Chevalier de l'ordre de la Toison d'or d'Autriche (1934).